# Dryomys
Dryomys là một chi động vật có vú trong họ Gliridae, bộ Gặm nhấm. Chi này được Thomas miêu tả năm 1905. Loài điển hình của chi này là Mus nitedula Pallas, 1778.

## Các loài
Chi này gồm các loài:
- Dryomys laniger
- Dryomys niethammeri
- Dryomys nitedula